# Kraborovice
Kraborovice és una localitat del districte de Havlíčkův Brod a la regió de Vysočina, República Txeca, amb una població estimada a principis de l'any 2018 de 97 habitants.
Està situada al nord de la regió, prop de la riba del riu Sázava —un afluent dret del riu Moldava— i de les regions de Bohèmia Central i Pardubice.